# The Ten (Künstlergruppe)
The Ten war eine unabhängige Künstlergruppe, die im Herbst 1935 in New York gegründet wurde. Ihr Ziel war es, sich gegen den konservativen Kunstbetrieb in den Vereinigten Staaten zu stellen und moderne, experimentelle Kunstströmungen zu fördern. Die Gruppe bestand aus zehn Künstlern, darunter Mark Rothko (damals Marcus Rothkowitz), Adolph Gottlieb, Ilya Bolotowsky, Joseph Solman, Louis Schanker, Nahum Tschacbasov, Ben-Zion, Louis Harris, Jack Kufeld und Ralph Rosenborg.

## Gründung und Hintergrund
Die Gründung von The Ten geht auf die Initiative des Kunstkritikers und Galeristen Robert Ulrich Godsoe zurück, der Anfang der 1930er Jahre junge amerikanische Künstler förderte und Ausstellungen in verschiedenen Galerien organisierte. Als seine Secession Gallery 1935 aus finanziellen Gründen schließen musste, beschlossen einige der dort ausstellenden Künstler, eine eigene Gruppe zu gründen, um ihre Werke weiterhin präsentieren zu können.
Die 1930er Jahre waren eine Zeit großer wirtschaftlicher und sozialer Umwälzungen infolge der Weltwirtschaftskrise. Viele Künstler engagierten sich in Gewerkschaften oder politischen Bewegungen. Auch The Ten waren eng mit der Artists' Union und dem American Artists’ Congress verbunden, die sich für bessere Arbeitsbedingungen für Künstler sowie für antifaschistische und sozialistische Ideale einsetzten. Obwohl einige Mitglieder der Gruppe politisch aktiv waren, konzentrierten sich The Ten hauptsächlich auf ästhetische und künstlerische Fragen.

## Künstlerisches Programm und Stil
The Ten verstand sich nicht als Gruppe mit einem einheitlichen Stil, sondern als Zusammenschluss von Künstlern, die das gemeinsame Ziel verfolgten, moderne Kunst in den USA zu etablieren. Dennoch wiesen ihre Werke viele Gemeinsamkeiten auf, insbesondere eine expressive und oft abstrakte Bildsprache.  
Die Werke der Gruppe waren stark von europäischen Strömungen beeinflusst, insbesondere vom deutschen Expressionismus, Fauvismus, Kubismus und Surrealismus. Viele Mitglieder ließen sich von Künstlern wie Max Beckmann, Chaim Soutine oder Georges Rouault inspirieren. Während einige Mitglieder weiterhin gegenständlich arbeiteten, wurden die Werke anderer zunehmend abstrakter. Dies spiegelte die allgemeine Entwicklung in der modernen amerikanischen Kunst wider, die sich Ende der 1930er Jahre immer mehr dem Abstrakten Expressionismus annäherte.
Soziale Missstände und das Leben der Arbeiterklasse waren zentrale Themen in den frühen Werken der Zehn. So griff Ben-Zion in Lynching (1935) das damals aktuelle Thema rassistischer Gewalt auf, während Ilya Bolotovsky in Sweatshop die schlechten Arbeitsbedingungen in Textilfabriken darstellte. Diese sozialkritischen Werke waren typisch für die Kunst der 1930er Jahre, doch mit der Zeit entfernte sich die Gruppe von explizit politischen Themen und widmete sich zunehmend formalen Experimenten.

## Ausstellungen und Rezeption
Zwischen 1935 und 1939 organisierte die Gruppe insgesamt neun Ausstellungen in verschiedenen New Yorker Galerien. Die erste Ausstellung fand im Dezember 1935 in der Montross Gallery statt. Weitere folgten in der Passedoit Gallery, der Mercury Gallery und der Bonestell Gallery. Die Gruppe wurde auch international wahrgenommen und stellte 1936 in Paris aus.
Die zeitgenössische Kritik reagierte gespalten auf die Werke der Gruppe. Konservative Kritiker bezeichneten die Kunst der Zehn als „unkontrolliert“ und „roh“. Sie bemängelten die mangelnde Technik und hielten die expressive Bildsprache für übertrieben. Auf der anderen Seite wurden die Künstler von progressiven Kritikern, vor allem aus dem linken politischen Spektrum, positiv aufgenommen. Sie lobten ihre Modernität und die Verbindung von avantgardistischer Formensprache mit gesellschaftlicher Relevanz.
Einer kollektiven Demonstration politischer Überzeugung kam die Gruppe am nächsten, als sie im Dezember 1937 unter der Schirmherrschaft der American League Against War and Fascism eine Kunstauktion zugunsten spanischer Kinder organisierte. Die Versteigerung der The Ten war nur eine von vielen Aktivitäten der New Yorker Intellektuellen und Künstler, die sich mit dem Spanischen Bürgerkrieg beschäftigten.
Ein Höhepunkt in der öffentlichen Wahrnehmung der Gruppe war 1938 die Ausstellung The Whitney Dissenters, die parallel zur Annual Exhibition of Contemporary American Painting des Whitney Museums stattfand und als kritische Antwort auf die konservative Auswahlpolitik des Museums gedacht war. Mit dieser Ausstellung wollten die Künstler zeigen, dass moderne amerikanische Kunst nicht auf realistische oder nationale Themen beschränkt sein sollte.

## Die Auflösung der Gruppe und ihr Einfluss auf die amerikanische Kunst
1939 löste sich die Gruppe auf. Dafür gab es mehrere Gründe: Einige Mitglieder verfolgten individuelle Karrieren und fanden feste Galerien, die ihre Werke vertrieben. Außerdem gab es politische Spannungen innerhalb der Gruppe, insbesondere im Zusammenhang mit dem Hitler-Stalin-Pakt von 1939, der zu Spaltungen unter den linken Intellektuellen führte. Mitglieder wie Ilya Bolotovsky, Mark Rothko und Adolph Gottlieb distanzierten sich zunehmend von der politischen Linken und konzentrierten sich auf ihre künstlerische Entwicklung.
Trotz ihrer kurzen Existenz hatten The Ten einen nachhaltigen Einfluss auf die Entwicklung der modernen amerikanischen Kunst. Viele ihrer Mitglieder spielten später eine wichtige Rolle in der Bewegung des Abstrakten Expressionismus. Mark Rothko und Adolph Gottlieb entwickelten eigenständige abstrakte Stile, während Ilya Bolotovsky zu einem führenden Vertreter der geometrischen Abstraktion wurde. Die Gruppe gilt heute als eine der wegweisenden Bewegungen der amerikanischen Nachkriegskunst.